# Night of Hunters
 (avril 2020).
Si vous disposez d'ouvrages ou d'articles de référence ou si vous connaissez des sites web de qualité traitant du thème abordé ici, merci de compléter l'article en donnant les références utiles à sa vérifiabilité et en les liant à la section « Notes et références ».
Night Of Hunters est le douzième album studio de Tori Amos. Sorti le 19 septembre 2011 et édité chez le label de musique classique Deutsche Grammophon, ce nouvel album s'oriente vers un style « classique ». Tori Amos s'inspire de morceaux classiques et les réinterprète de façon moderne.
Une tournée mondiale est annoncée pour promouvoir cet album.
Cet album a reçu le  prix Echo Klassik-ohne-Grenzen-Preis (prix classique sans frontières) en 2012

## Liste des morceaux
| No  | Titre | Durée |
| --- | --- | ----- |
| 1.  | Shattering Sea (Variation sur : La Chanson de la folle au bord de la mer , Prélude op. 31, n° 8 – Alkan)                    | 5:38  |
| 2.  | SnowBlind (Variation sur : Añoranza de Piezas sobre cantos populares españoles – Granados)                                  | 3:14  |
| 3.  | Battle of Trees (Variation sur : Gnossienne n° 1 – Satie)                                                                   | 8:42  |
| 4.  | Fearlessness (Variation sur : Oriental de Danses espagnoles – Granados)                                                     | 6:31  |
| 5.  | Cactus Practice (Variation sur : Nocturne Op. 9, N° 1 – Chopin)                                                             | 4:27  |
| 6.  | Star Whisperer (Variation sur : Andantino de Sonate pour piano n° 20, D. 959 – Schubert)                                    | 9:53  |
| 7.  | Job's Coffin (Inspiré par : « Chanson de gondolier vénitienne », Mendelssohn.)                                              | 3:32  |
| 8.  | Nautical Twilight (Variation sur : « Chanson de gondolier vénitienne » de Romances sans paroles, op. 30 n° 6 – Mendelssohn) | 3:16  |
| 9.  | Your Ghost (Variation sur : Thème et variations en mi bémol majeur, WoO 24 de Variations des esprits – Schumann)            | 5:38  |
| 10. | Edge of the Moon (Variation sur : Siciliano de la Sonate pour flûte, BWV 1031 – Bach)                                       | 4:51  |
| 11. | The Chase (Variation sur : Le Vieux Château de Tableaux d'une exposition – Moussorgski)                                     | 3:02  |
| 12. | Night of Hunters (Variation sur : Sonate en fa mineur, K. 466 – Scarlatti, et : Salva Regina, chant grégorien)              | 5:32  |
| 13. | Seven Sisters (Inspiré par : Prélude en do mineur du Clavier bien tempéré – Bach)                                           | 2:44  |
| 14. | Carry (Variation sur : La Fille aux cheveux de lin de Préludes I – Debussy)                                                 | 4:07  |